# Dublin City Council
Dublin City Council (irsk: Comhairle Cathrach Bhaile Átha Cliath) har siden 1. januar 2002 været betegnelsen for Dublins byråd samt hele byens styre under ét. Før 2002 blev betegnelsen kun brugt om byrådet, mens hele bystyret gik under betegnelsen Dublin Corporation. Betegnelsen stammer fra 1840, hvor et byråd med ét kammer erstattede et tidligere tokammersystem.

## Struktur
Som for øvrige irske byer har man i Dublin ikke en enkelt hovedansvarlig for byens ledelse. Denne opgave deles mellem en City Manager, der er øverste leder for bystyrets 6.200 ansatte. Overborgmesteren er den anden hovedansvarlige, og hans eller hendes funktion er dels at lede byrådsmøderne, dels at være symbolet på byens ledelse. Overborgmesterens reelle magt afhænger i nogen grad af personen, der beklæder posten.
Byrådet omfatter op til 52 medlemmer. Disse vælges hvert femte år, og partierne, der opnår flest mandater, vælger overborgmesteren. Rådet afholder møde fast den første mandag i hver måned; møderne foregår på Dublin Rådhus. Rådets vigtigste opgave er at vedtage byens offentlige budget.

## Magtforhold
Ved lokalvalget i 2004 opnåede partierne mandater som følger:
- Fianna Fáil – 12
- Fine Gael – 10
- Labour – 15
- Sinn Féin – 10
- De Grønne – 1
- Progressive Demokrater – 1
- Partiløse – 3

Labour, Fine Gael og De Grønne enedes om en koalition, men da de tilsammen kun kunne mønstre nøjagtig halvdelen af mandaterne, måtte de have støtte fra medlemmet fra Progressive Demokrater til at sikre sig overborgmesterposten, der kom til at gå på omgang mellem Labour og Fine Gael. Imidlertid suspenderede Fine Gael et af sine medlemmer, hvilket førte til et systemskift, og Eibhlin Byrne fra Fianna Fáil er byens nuværende borgmester. Næste lokalvalg finder sted 13. juni 2009.

## Ansvarsområder
Dublin City Council har ansvaret for følgende områder: Socialt boligbyggeri, biblioteker, renovation, kloakker, nummerplade- og kørekortudstedelse, byplanlægning samt vejvæsen. Budgettet herfor lød i 2007 på ca. €847 millioner, hvoraf en smule over halvdelen gik til lønninger til byens medarbejdere.